# Wajpamheros nourissati
Wajpamheros nourissati ist ein Süßwasserfisch aus der Familie der Buntbarsche, der im Stromgebiet des Usumacinta im südöstlichen Mexiko und Guatemala vorkommt.

## Merkmale
Wajpamheros nourissati erreicht eine Länge von 22 cm und ist grünlich dunkel gefärbt. Auf den Körperseiten findet sich ein brauner, dreieckiger Fleck sowie senkrechte Binden, die vor allem bei Erregung deutlich hervortreten. Weibchen sind im Allgemeinen dunkler und bleiben geringfügig kleiner. Die vierte und fünfte Binde sind geteilt (doppelt), ein Merkmal das Wajpamheros nourissati mit den nah verwandten Theraps-Arten teilt. Wajpamheros nourissati ist allerdings viel hochrückiger als die schlanken an ein Leben in schnell fließenden Gewässern angepassten Theraps-Arten, hat einen längeren Schädel mit einem steilen Kopfprofil und einem endständigen und zugespitzten Maul mit dicken Lippen. Der Schwanzstiel ist kürzer.

## Lebensweise
Wajpamheros nourissati lebt in Tiefen von einem bis vier Metern, oft unter versteckreichen unterspülten Ufern, über weichen Bodengrund, in dem die Fische nach Nahrung suchen. Im selben Lebenstraum lebt Cribroheros robertsoni und verschiedene Thorichthys-Arten, die ihre Nahrung ebenfalls auf dem Gewässergrund suchen. Wie fast alle heroinen Buntbarsche ist Wajpamheros nourissati ein Offenbrüter.

## Systematik
Die Art wurde 1989 durch den französischen Biologen und Aquarianer Robert Allgayer unter dem Namen Theraps nourissati beschrieben und nach dem Sammler der Typexemplare benannt. Später wurde sie Astatheros, Cichlasoma und Amphilophus zugeordnet. Im Jahr 2016 wurde die Gattung Wajpamheros eingeführt, mit Wajpamheros nourissati als einziger Art. Der Gattungsname setzt sich aus wajpam und Heros zusammen. Wajpam bedeutet in der Chol-Sprache, einer indigenen Sprache in Mexiko, ‘verschlammtes Gesicht’ und soll auf die Ernährungsweise der Fische, bei der das Maul oft in den Bodenschlamm gesteckt wird, verweisen. Heros ist eine Buntbarschgattung. Wajpamheros ist die Schwestergattung von Theraps.